# Kanton Yerville
Kanton Yerville (fr. Canton de Yerville) je francouzský kanton v departementu Seine-Maritime v regionu Horní Normandie. Skládá se z 18 obcí.

## Obce kantonu
- Ancretiéville-Saint-Victor
- Auzouville-l'Esneval
- Bourdainville
- Cideville
- Criquetot-sur-Ouville
- Ectot-l'Auber
- Ectot-lès-Baons
- Étoutteville
- Flamanville
- Grémonville
- Hugleville-en-Caux
- Lindebeuf
- Motteville
- Ouville-l'Abbaye
- Saint-Martin-aux-Arbres
- Saussay
- Vibeuf
- Yerville